# Bang Bang (Fernsehsender)
Bang Bang ist ein privater Fernsehsender in Albanien mit Sitz in dessen Hauptstadt Tirana, der Kindersendungen ausstrahlt.
Der Sender ging am 17. Dezember 2004 auf Sendung. Gesendet wird täglich 24 Stunden.

## Programm
Der Sender sendet 24 Stunden am Tag überwiegend Trickserien.

### Derzeit ausgestrahlte Sendungen nach Produktionsland

#### Albanien
- Kapeni Edin
- Ne të 3 dhe xhaxha Beni

#### Vereinigte Staaten
- Die Biber Brüder
- Captain Tsubasa
- Diego
- Meine Freunde Tigger und Puuh
- Micky Maus Wunderhaus
- Der rosarote Panther
- Sid the Science Kid
- Tom und Jerry

#### Japan
- Captain Tsubasa
- Sailor Moon Crystal (20. Juni 2016)

#### Vereinigtes Königreich
- Jelly Jamm

### Ehemals ausgestrahlte Sendungen nach Produktionsland

#### Albanien
- Art instinkt (November 2014)[2]
- Diell
- Histori magjike
- Njerëzit, këta shpikës të çuditshëm
- Rreth nesh
- Shtëpiza e përrallave
- Të luajmë shkollash[3]

#### Vereinigte Staaten
- Backyardigans – Die Hinterhofzwerge
- Barney und seine Freunde
- Bubble Guppies
- Doc McStuffins
- Dora[4]
- Dora and Friends (June 6, 2016)
- Dschungel, Dschungel!
- Henry Knuddelmonster
- Jackie Chan Adventures
- Jake und die Nimmerland Piraten[5]
- Jason and the Heroes of Mount Olympus
- Johnny Bravo
- Kim Possible
- Larryboy: The Cartoon Adventures
- The Looney Tunes Show
- Men in Black: The Animated Series
- Mouk
- My Little Pony: Freundschaft ist Magie
- Ni Hao, Kai-Lan
- Paw Patrol (2015)
- Peter Hase
- Planet Max[6]
- Sheriff Callie’s Wilder Westen
- Sie nannten ihn Wander (1. August 2016)
- Sofia die Erste
- Spezial Agent Oso
- Super Robot Monkey Team Hyperforce Go! (5. September 2016)
- Teenage Robot
- Teen Titans
- The Tom and Jerry Show
- Tom und Jerry Tales
- Uki (6. Juni 2015)
- Umizoomi
- Wonder Pets

#### Japan
- Fresh Pretty Cure!
- Futari wa Pretty Cure (June 1, 2015)
- Les Misérables: Shōjo Cosette
- Sailor Moon[7]
- Suite PreCure
- Yu-Gi-Oh! (3. November 2014)

#### Vereinigtes Königreich
- Ben & Hollys kleines Königreich
- Bob der Baumeister
- Charlie und Lola
- Chuggington
- Die Oktonauten[8]
- Peppa Wutz

#### Italien
- Angel's Friends

#### Russland
- Masha und der Bär

#### Frankreich
- LoliRock (13. August 2016)

#### Kanada
- Max & Ruby[9]